# AT-10威奇托教練機
AT-10威奇托教練機（英語：Beechcraft AT-10 Wichita）是一款由比奇飛機公司於二戰時研製的高級教練機，主要用來訓練轟炸機、運輸機等多引擎飛機的組員

## 發展

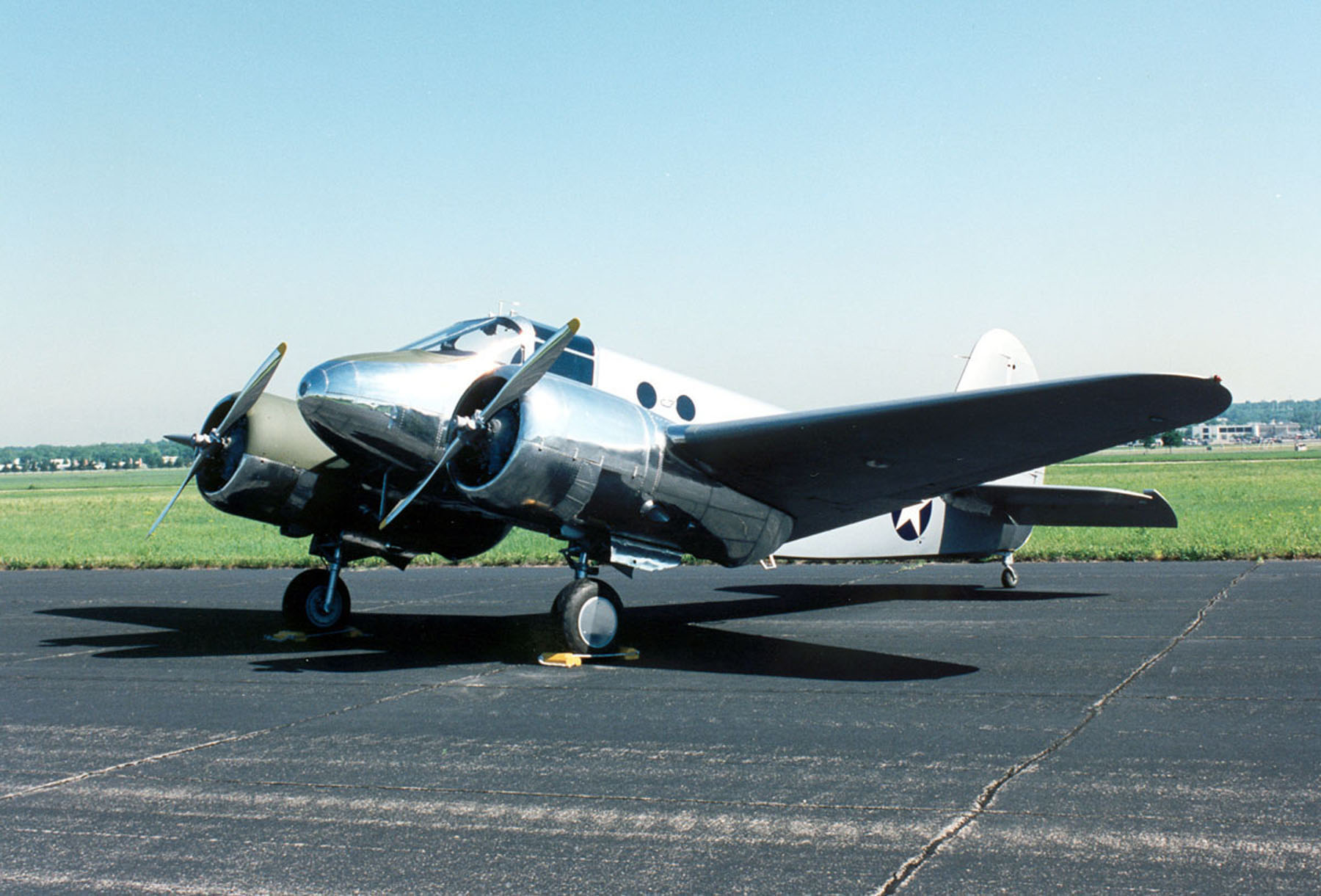
位於美國空軍國家博物館的AT-10

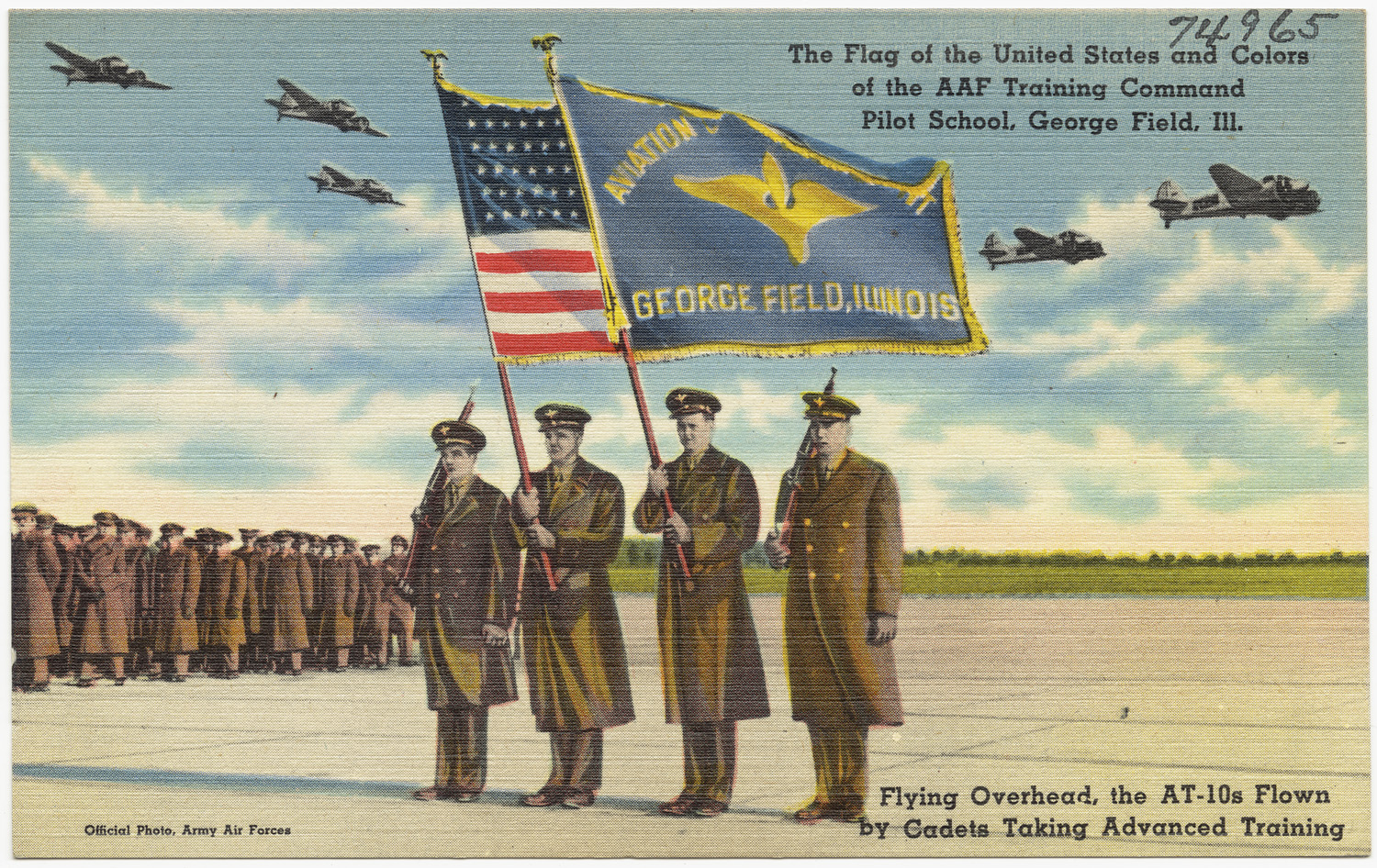
海報中的背景是AT-10高級教練機

為滿足美國陸軍航空兵團對於小型多引擎可收放起落架的教練機的需求，比奇於1940年初開始設計Model 25。該機預計用於訓練轟炸機、雙引擎戰鬥機的飛行員，並且由於擔心戰爭會導致鋁材短缺，所以要求該機必須由非戰略物資製造，因此該機主要材質為木材。
Model 25的原型機原預計於1941年交給航空兵團評估，但在同年5月5日墜毀而延遲。1942年2月，在原型機重新建造並測試完成後，開始交付給已經改制的陸軍航空軍，型號AT-10。
AT-10以其生產工廠所在地堪薩斯州威奇托命名。至1942年底，已交付748架，並大量服役於美國各轟炸機和運輸機訓練基地。最後在1944年停產。

### 書目
- Donald, David (editor.) American Warplanes of World War II. London:Aerospace Publishing, 1995. ISBN 1-874023-72-7.
- Lawrence, Joseph. . London and New York: Frederick Warne & Co. 1945.
- Phillips, Edward H., Beechcraft - Pursuit of Perfection, A History of Beechcraft Airplanes. Eagan, Minnesota:Flying Books, 1992. ISBN 0-911139-11-7.
- Taylor, M. J. H. ed. Jane's American Fighting Aircraft of the 20th Century Mallard Press. ISBN 0-7924-5627-0

## 外部連結
- Beech AT-10 Wichita – JSTOR （页面存档备份，存于）